# Битка код Севн Пајнса
Битка код Севн Пајнса (енгл. Battle of Seven Pines), вођена од 31. маја до 1. јуна 1862, била је део источног ратишта Америчког грађанског рата.

## Позадина
У офанзиви за освајање Ричмонда, главнина унионистичке армије, под командом Џорџа Меклелена - 2, 3, 4, 5, и 6. корпус (око 100.000 људи и 280 топова), распоредила се 30. маја 1862. с обе стране реке Чикахоминија (енгл. Chickahominy River): 2 корпуса (3. и 4. дивизија) пречла су на десну обалу, а 3 корпуса (2, 5. и 6. дивизија) остала су на левој. Пошто су бујице однеле мостове, а околно земљиште било поплављено, снаге левог крила, на десној обали, остале су раздвојене и у слабој вези са центром и десним крилом.

## Битка
Снаге Конфедерације, под командом генерала Џорџа Џонстона - 4 дивизије, око 63.000 људи, прикупиле су се за одлучну борбу и појачале одбрану Ричмонда. Пошто је искористио раздвојеност противникових снага, Џонстон је одлучио да их појединачно туче, па их је 31. маја око подне напао код Севн Пајнса (енгл. Seven Pines), села око 8 км источно од Ричмонда. Први напад био је без успеха. Пред вече је Џонстон поново покушао да постигне одлучујуће решење, али су унионисти пребацили део 2. корпуса преко реке и извршили противнапад, и одбацили противника ка Фер Оуксу (енгл. Fair Oaks, други назив за битку код Севн Пајнса). Оштре борбе вођене су и сутрадан, али се битка завршила без предности, првенствено, због недовоћне обучености униониста за дејство по шумовитом и  мочварном земљишту.

## Последице
Од ангажованих 36.000 људи, унионисти су изгубили око 5.000. На страни Конфедерације, од 32.000 људи страдало је око 6.000, а тешко је рањен и сам генерал Џонстон.